# VOF de Kunst
VOF de Kunst — голландская поп-группа из Тилбурга, основанная в 1983 году. Основной хит группы был «Suzanne» (Susanna), который в своё время достиг #1 и #12 мест в хит-параде в Нидерландах и Великобритании соответственно. Лидером музыкальной группы был Нол Хэвинс. Также они гастролировали с использованием имени The Art Company. Но это название группы использовалось только для их единственного хита в Великобритании.
Группа также подготовила и выпустила альбомы традиционные праздничные песни и песни на детские стишки. Начиная с 1996 года играет в театральных постановках.

## Синглы
- 1983 Susanna (CBS)

## Альбомы
- 1983 Maandagmorgen 6:30
- 1983 Suzanne (CBS)
- 1984 Get It Out Of Your Head (CBS/Sony)
- 1987 One cup of coffee
- 1991 De kunst live
- 1991 Dikkertje Dap
- 1992 De Lapjeskat
- 1993 Sinterklaasfeest met V.O.F. De Kunst (Coast to Coast)
- 1994 De Griezel CD
- 1995 Liedjes uit Sesamstraat (weton Wesgram)
- 1998 Monsterhits (Sony)
- 1999 Suzanne (Sony)
- 2000 Balen! (mit Carry Slee) (Muziekuitgeverij)
- 2002 Dubbelgoud (Disky)
- 2004 Apekooien (mit Erik van Muiswinkel) (Bridge)
- 2004 Vanaf Hier Nog Vijf Kwartier (Bridge)
- 2005 Dieren (Bridge)
- 2007 De Kerstboom Spreekt (De Kunst)
- 2008 Één Kopje Koffie (Megaphon Importservice)
- 2008 Het bittere begin CD (Leopold B.V.)
- 2008 Ik ben lekker stout (Megaphon Importservice)
- 2008 De ijsmuts van prins Karel en veel meer (Musik von VOF de Kunst) (Boekerij)
- 2008 Muziek op Schoot

## DVDs
- Dikkie Dik